# Scenekunst
Scenekunst er en fællesbetegnelse for alle kunstarter hvor en eller flere performere optræder for et publikum, f.eks teater, dans og performancekunst. I kulturministeriets kanon for scenekunst fra 2006 blev en rockkoncert med Sort Sol inkluderet, hvilket skabte en del debat. Ordet scenekunst bruges ofte synonymt med ordet teater, til trods for at dette ikke er helt korrekt.